# Galdent
Galdent és una possessió del terme municipal de Llucmajor, Mallorca, situada al sud de la serra de Galdent.
El topònim Galdent prové de l'antropònim llatí Gaudentius, derivat de gaudente que significa "el que frueix, el gojós".

## La finca
La possessió apareix documentada en el Llibre del Repartiment de Mallorca amb el nom d'alqueria Algaudence i fou atorgada a G. Esteve. Galdent fou propietat dels Forcimanya i dels Cavallers, fins que en el segle xiv fou adquirida pels Montanyans. Aquesta família noble millorà la propietat i, segons afirmen documents de l'època, el ramat, el vi i el carbó procedent dels seus extensos boscos, gaudien d'un reconegut prestigi. Ja en el segle xv, un membre de la família incrementà el seu patrimoni amb part de la possessió de Punxuat, del terme d'Algaida. En morir a Càller Jaume de Montanyans, el 14 de març de 1556, se'ns presenta com a cavaller, propietari de Galdent i Punxuat, així com que visqué a la plaça de Sant Francesc de Palma que esdevindria Can Moragues del Racó. En la llista de propietaris de la finca de Galdent figura Umbert de Togores (1578), Nicolau Berga i Santacília (1666), Arnau de Santacília (1702) i Antoni Fuster de Sales (1818). En aquest any la finca tenia una extensió de 2 013 quarterades (1 430 ha). El 1862 la propietat estava molt fragmentada amb grans establits, com Son Mendívil, adquirida per Antoni Mendívil i Borreguero, amb 926 quarterades (658 ha); Vista Alegre, més conegut com a Can Vogueta, de 207 quarterades (147 ha).
El marès de Galdent era molt estimat per a les construccions sumptuàries i fou emprat, entre altres edificis rellevants, per bastir en el segle xiv el temple gòtic de Llucmajor.

## Les cases
Actualment les cases de Galdent es troben en un estat desolador, però l'edificació encara conserva vestigis d'un passat distingit. L'edifici, de forma rectangular, és de dues plantes amb dues façanes nobles que a la planta superior tenen finestres balconeres, amb un balcó. A més poden observar-se restes d'un rellotge de sol.
A l'interior hi ha una cambra, que sembla que fou celler, que per un pas soterrani comunica amb l'aljub situat a l'exterior. Darrere el coll de l'aljub hi ha restes d'un escut de quatre quarters, inexplicablement mig enterrat. A les dependències superiors de les cases destaca una habitació amb una finestra amb festejadors i un esplèndid portal que, segurament, era l'entrada de la capella, de la qual no queda res.
En un altre edifici hom troba els sestadors de planta rectangular amb dos nivells, la planta baixa té el sòtil de voltes, que descansen sobre els pilars centrals. En la volta del portal d'ingrés, una inscripció recorda la duració de l'obra (25 abril a 26 d'agost de 1752). La planta superior fou reconstruïda després d'un incendi.